# بخش بنتون (شهرستان هاکینگ، اوهایو)
بخش بنتون (به انگلیسی: Benton Township) یک منطقهٔ مسکونی در ایالات متحده آمریکا است که در شهرستان هوکینگ، اوهایو واقع شده‌است.
 بخش بنتون ۹۷٫۹ کیلومتر مربع مساحت و ۸۰۳ نفر جمعیت دارد و ۲۸۳ متر بالاتر از سطح دریا واقع شده‌است.